# 竺鸣涛
竺鸣涛（1896年6月23日—1969年10月7日），字明道，浙江嵊县人。蒋介石亲戚，曾经担任浙江省保安处处长、浙江省戒严司令官兼第32集团军副总司令、中華民國國防部参议等职。

## 生平经历
其父为竺紹康。竺鸣涛早年就读于绍兴热诚小学、上海湖州旅沪公学、南洋中学。1912年至日本留学，毕业于日本东京陸軍野戰砲兵學校。
1925年11月经由蒋介石介绍入中華民國陸軍軍官學校潮州分校学习。1927年任陆海空军总司令部卫士大队大队长。1943年7月至1945年10月任浙江省保安处长兼保安副司令，1943年9月任第三十二集团军副总司令。1946年11月当选为制宪国民大会代表。1948年3月任浙江警保处长；9月任衢州绥靖公署副主任。
1949年2月任浙江警备副司令，同年移居臺灣。后任中华民国国防部参议、中華民國經濟部顾问。1969年10月7日在臺北病故。

## 传记
他的生平事迹被收录在台湾出版的《竺鸣涛将军传》中。